# Albanopolis

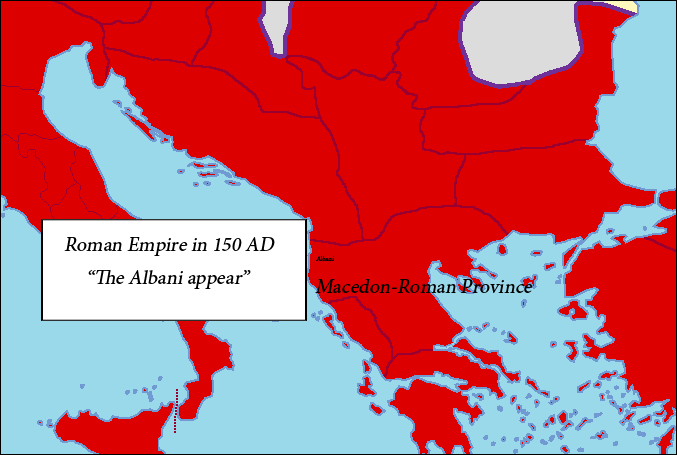
Località abitate dagli Albani

Albanopolis (in albanese Albanopoli, in greco antico: Ἀλβανόπολις?, Albanòpolis) era una città dell'antica Illiria specificatamente nella odierna Albania, la città degli Albanoi, una tribù illirica.
Le rovine della città antica localizzano Albanopolis nell'odierno villaggio di Zgërdhesh, vicino Croia, Albania. Non è certo che l'antica città corrisponda con le successive sue menzioni. La città appare nel 150, circa 300 anni dopo la conquista romana della regione.